# サンフランシスコ・ジャイアンツ
サンフランシスコ・ジャイアンツ（英語: San Francisco Giants、略称: SF）は、メジャーリーグベースボール（以下、MLB）ナショナルリーグ西地区所属のプロ野球チーム。本拠地はカリフォルニア州サンフランシスコにあるオラクル・パーク。

## 概要
1883年にニューヨーク市（現在のニューヨーク市マンハッタン区）で創設され、1957年シーズン終了後にサンフランシスコへ移転した。20世紀初頭のジョン・マグロー監督時代を含め、ウィリー・メイズらが活躍した1950年代までに、ワールドシリーズを5度優勝している。サンフランシスコ移転後は遠ざかっていたが、2010年にニューヨーク時代以来初のワールドシリーズ優勝を果たすと、2012年、2014年にもワールドシリーズ優勝を達成。リーグ優勝通算23回、ワールドシリーズ進出23回である。1993年から2007年まではバリー・ボンズが在籍し、通算・シーズン双方の本塁打記録を更新している。
同じ1883年にブルックリン市（現在のニューヨーク市ブルックリン区）で創設されたブルックリン・ドジャース（現在のロサンゼルス・ドジャース）とはニューヨーク時代から宿敵といえる関係で、1957年シーズン終了後に揃って西海岸へ本拠地を移した後も、「サンフランシスコ・ジャイアンツ対ロサンゼルス・ドジャース」の対戦は、「シカゴ・カブス対セントルイス・カージナルス」および「ボストン・レッドソックス対ニューヨーク・ヤンキース」などの対戦カードとならびMLB屈指の人気を集めている。
西海岸移転後、ドジャースは1988年までにワールドシリーズを5度制覇しながら、その後は長きに渡り2017年までリーグ優勝すらない状態が続いていたのに対し、ジャイアンツは球団移転以前の1954年を最後にワールドシリーズ制覇から遠ざかっていたが、2010年代に入るとワールドシリーズ制覇を3度達成している。両チームの対戦日には、球場にファンが押し寄せて入場券は完売することも多い。本拠地で行なうドジャース戦では、ジャイアンツファンによる“BEAT LA”（ロサンゼルスを叩け）の大合唱が起こる。
NPBの読売ジャイアンツのチーム愛称やチームカラー、ひいてはユニフォームのデザインは、このチームが元になっている。1935年に大日本東京野球倶楽部（当初の名称）が第1回アメリカ遠征を行った際、対戦チーム（AAA級サンフランシスコ・シールズ）の監督だったフランク・オドールから、ニックネームがあったほうが良いと提案され、「東京ジャイアンツ」と名乗ったのが由来である。ドジャースは1898年にブルックリン市がニューヨーク市に合併された後もブルックリンのチームを通しており、ニューヨーク・ヤンキース（ア・リーグ）は1903年創設の後発チームであり、ニューヨークのチームとしての歴史が最も長いのはジャイアンツだった。また、ドジャースはブルックリン区民の路面電車を避ける様、ヤンキースは米国北東部の白人をそれぞれ表す地域固有のニックネームであり、そうではないのもジャイアンツだった。
本拠地球場であるオラクル・パークは、2000年の開場以来4度も名前を変えているが、これは2018年までネーミングライツを持っていたAT&Tが買収、合併のたびに企業名を変更しているためである（パシフィック・ベル→SBC→AT&T→オラクル）。
2005年にはMLB球団として最初の『10000勝』に到達している（2021年シーズン終了時点で11301勝9775敗.536）。

## 歴史

### 球団創設

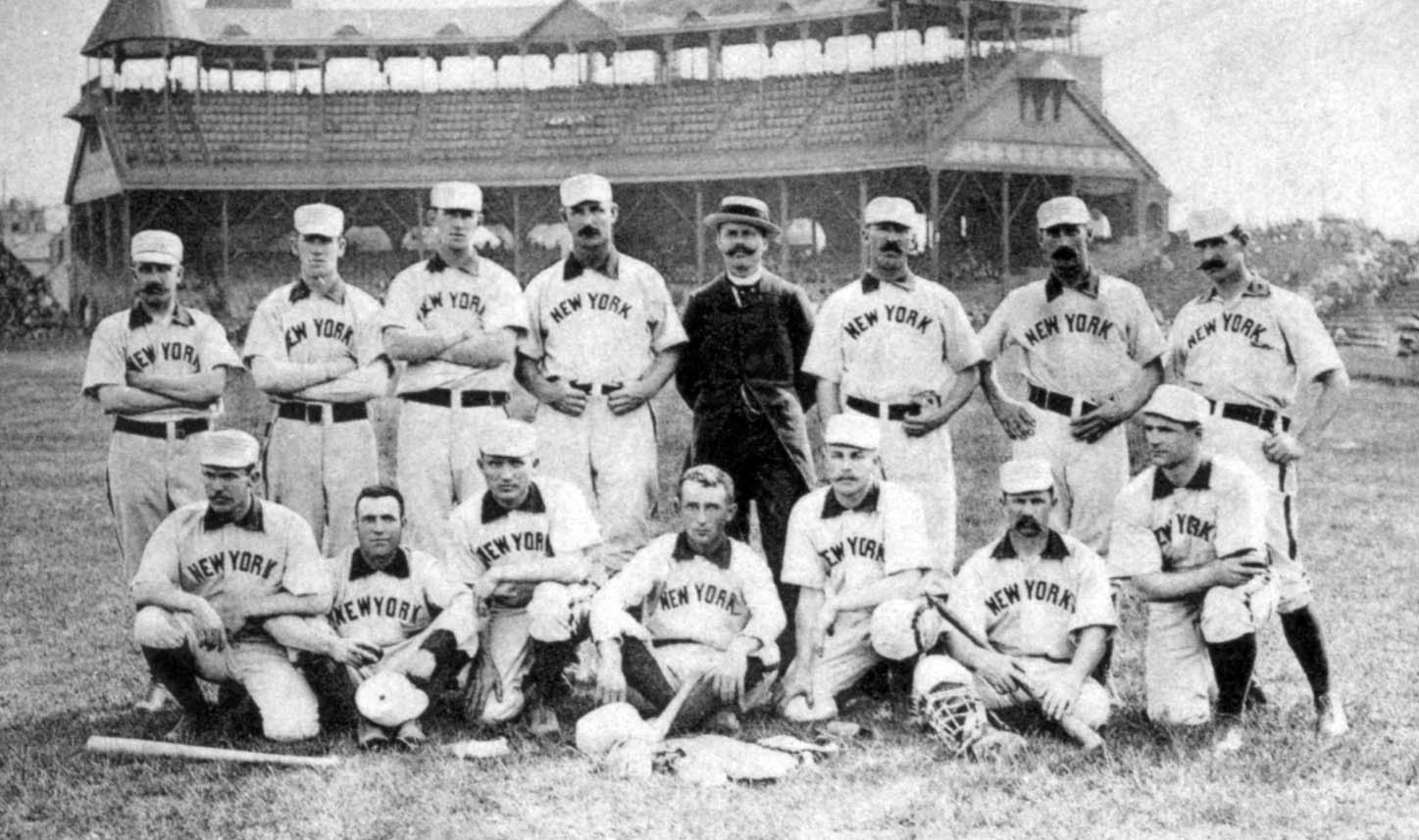
1888年のニューヨーク・ジャイアンツ

球団は1883年に、ニューヨークの資産家ジョン・B・デイと、ジム・マトリーによって創設された。二人は当時プロの野球リーグに加わらない独立系のチームだったニューヨーク・メトロポリタンズを所有しており、マンハッタンを本拠地とする球団経営に成功を収めていた。1882年メトロポリタンズはナショナルリーグとアメリカン・アソシエーションの両リーグから加盟の誘いを受けるのだが、この時デイらは密かに両方のリーグに対し、加盟の受け入れを二重に打診していた。ナショナルリーグに加盟していたトロイ・トロージャンズが1882年シーズン終了後に解散すると、二人は同チームのフランチャイズ権を買取り、新たなチーム「ゴッサムズ」（Gothams：「ゴッサム」はニューヨーク市の別の呼び名）を設立し、メトロポリタンズをアメリカン・アソシエーションへ、ゴッサムズをナショナルリーグへ加盟させた。メトロポリタンズとゴッサムズは同じポロ・グラウンズを本拠地とし、当時ポロ・グラウンズにはダイヤモンドが2面設置されて、グラウンドを二つに仕切って試合を行っていた。
その後デイとマトリーは収益の大きいゴッサムズの経営に注力するようになり、1885年にメトロポリンタンズから選手をゴッサムズに移籍させた。この頃チームの名称を「ジャイアンツ」（Giants、巨人）に改称した。チーム名の由来は、当時ゴッサムズの監督を務めていたマトリーがフィラデルフィア・フィリーズとの試合での勝利に興奮し、ロッカーで「お前らが大きく見える」と叫んだという説と、かつて2人の長身選手がいたからという説がある。ジャイアンツは二人あわせてシーズン76勝を挙げたこともあるティム・キーフ、ミッキー・ウェルチの二枚看板で、1888年と1889年にナショナルリーグ2連覇を果たした。

### リトルナポレオン

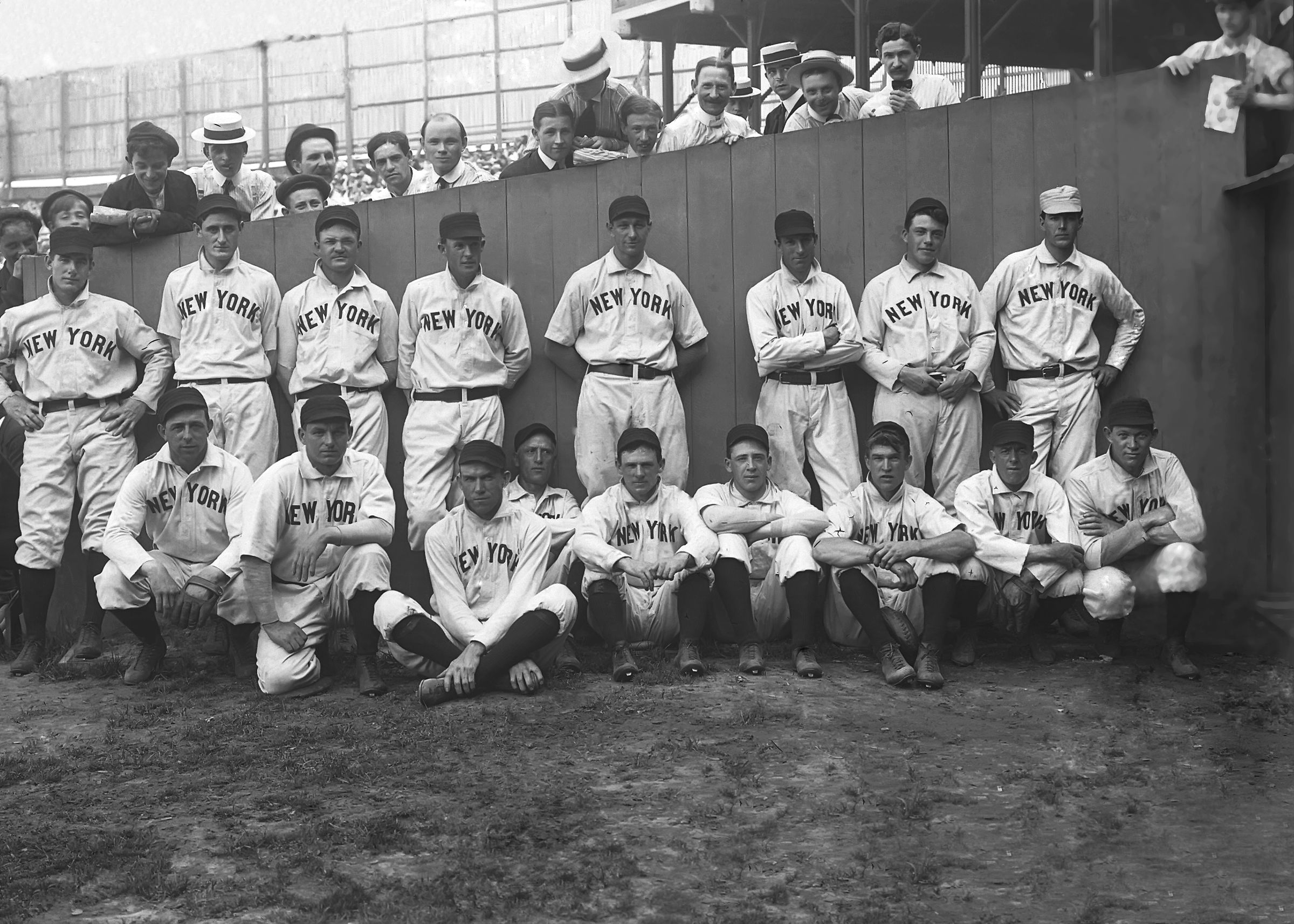
1904年のニューヨーク・ジャイアンツ。

オーナーが交代した1890年代は成績を落としたが、20世紀に入った1902年にリトルナポレオンことジョン・マグローを選手兼任監督に招き、強豪チームの仲間入りを果たす。1904年には初のナショナルリーグ優勝を果たすが、マグローはボストン・ピルグリムス（後のボストン・レッドソックス）との対戦を拒否し、ワールドシリーズは中止となった。当然ながらこれには非難が集中し、オーナーのジョン・ブラッシュはシリーズ規約を自ら提案する事を余儀なくされた。翌1905年にもリーグ優勝し、ワールドシリーズでは全身黒色のシリーズ用ユニフォームを身にまとい、クリスティー・マシューソンの3完封の活躍でコニー・マック率いるフィラデルフィア・アスレチックス（現在のオークランド・アスレチックス）を4勝1敗で下し、初のシリーズ制覇を果たした。1908年には優勝争いをしていたシカゴ・カブスとの一戦でフレッド・マークルが二塁ベースを踏まずにベンチへ引き上げ、カブス側のアピールによりサヨナラ勝利が取り消され、これがもとでリーグ優勝を逃すという事件も起こっている。
マシューソン等が活躍した1910年代前半と1920年代前半に黄金期を迎え、1911年からは3年連続リーグ優勝したが、ワールドシリーズではいずれも敗れた。1921年からも4年連続リーグ優勝し、内最初の2年は当時の本拠地ポロ・グラウンズを間借りしていたニューヨーク・ヤンキースを破り世界一に輝いたが、レッドソックスから移籍してきたばかりの世紀の強打者ベーブ・ルースを徹底的に四球攻めにしたのが最たる勝因だった。しかし、観客動員数は驚異的なペースで本塁打を量産していたルース所属のヤンキースに大きく水をあけられ、これに業を煮やしたマグローはヤンキースにポロ・グラウンズからの立ち退きを命じ、翌1923年にはルースの建てた家、ヤンキー・スタジアムでもヤンキースと対戦したが、前2年のようなルース対策は効かず、軍配はルースが3本塁打を打ったヤンキースに上がり、3連覇はならなかった。
そして、1927年シーズンにはマグローはフランキー・フリッシュと衝突し、セントルイス・カージナルスの主軸打者、ロジャース・ホーンスビーとのトレードで放出したが、フリッシュがカージナルスの4度のリーグ優勝（内2回は世界一）に貢献したのに対し、ホーンスビーはチームメイト、特に遊撃手・ドク・ファレルに対して、「ショートがいなければ、ジャイアンツは優勝できるのに」と公言するなど軋轢が絶えず、結局1年限りでボストン・ブレーブス（現在のアトランタ・ブレーブス）に移籍する等明らかに失敗したトレードだった。これによりジャイアンツの黄金期は終わる事となり、世界大恐慌がようやく収まろうとした1932年にマグローは勇退した。しかし、翌1933年の第1回オールスターでもナショナルリーグ監督を務め、間もない1934年2月にこの世を去る事となる。

### 「世界を変えた一打」と「ザ・キャッチ」
その1933年にはマグローに代わってビル・テリーが選手兼任監督を務め、9年ぶりにリーグ優勝を果たし、ワールドシリーズでは、ワシントン・セネタース（現在のミネソタ・ツインズ）を破って世界一となった。その後、メル・オット、カール・ハッベル等が頭角を表してきた1936年からも2年連続してリーグ優勝を果たす。しかし、ルー・ゲーリッグ、ジョー・ディマジオ等「新殺人打線」を看板したヤンキースとのワールドシリーズでは、いずれもその軍門に下った。そしてこれが第二次世界大戦前最後の優勝となった。

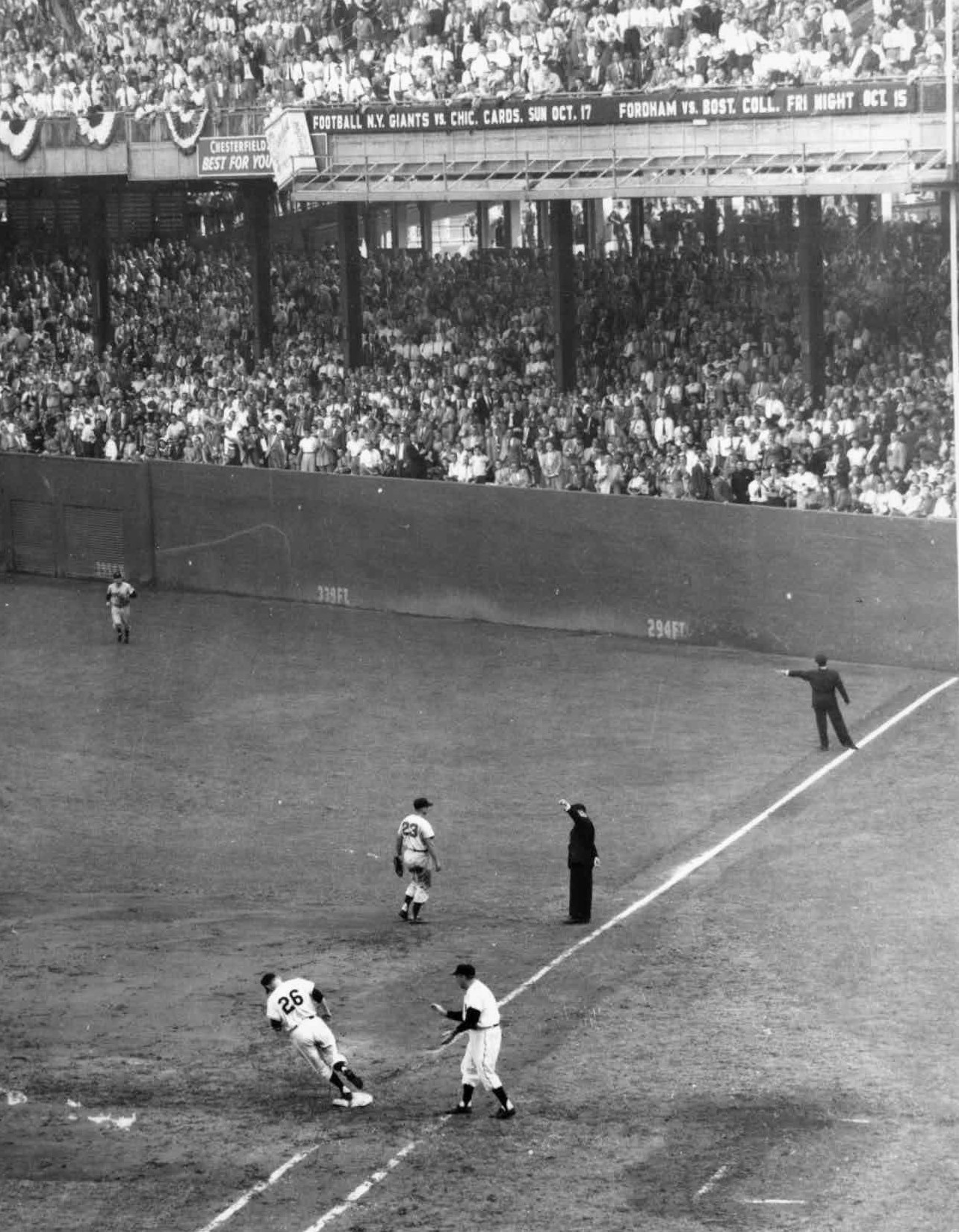
1954年のワールドシリーズ第2戦7回にライトに本塁打を打ち、1塁を回るダスティ・ローズ。ライトのポールまでは僅か79m(258フィート)であった。

1940年代に入ると、チームの勢いにも次第に陰りが見え始め、1942年にはテリーに代わってオットが選手兼任監督に就任する。しかし人望はあったものの、温厚でお人好しだったオットではチームをまとめきることができず、成績が上がることはなかった。1948年のシーズン途中でオットは監督を辞任、代わってレオ・ドローチャーがチームを率いる。ドローチャーはシーズン途中までライバルであるブルックリン・ドジャース（現在のロサンゼルス・ドジャース）で監督を務めていたが、それをジャイアンツが引き抜く形となった。ドローチャーはオットとは対照的に、非常に強気な人物として知られ、後に自伝で「お人好しで野球が勝てるか」と暗にオットのような采配を批判している。
戦後初のリーグ優勝はウィリー・メイズがデビューした1951年だった。この年はドジャースと最後までリーグ優勝を争い、3回戦制のプレイオフ第3戦で、ボビー・トムソンが逆転サヨナラ本塁打を放って優勝を決めるという劇的なもので、この本塁打は「その一打が世界を変えた（Shot Heard 'round the World）」とまで言われ、球団史に残る一打となった。しかしワールドシリーズではまたもヤンキースに敗れ、同年限りでの引退を発表していたディマジオに有終の美を飾らせる格好となった。
3年後の1954年、公式戦103勝したヤンキースをさらに8勝上回ったクリーブランド・インディアンスとのワールドシリーズを戦う。第1戦でメイズが史上名高い美技「ザ・キャッチ」で勝ち越しの危機を救うと、直後ダスティ・ローズが代打サヨナラ本塁打を打ち、先勝した勢いに乗って4連勝でインディアンスを下し、5度目の世界一に輝いた。

### ニューヨークからサンフランシスコへ

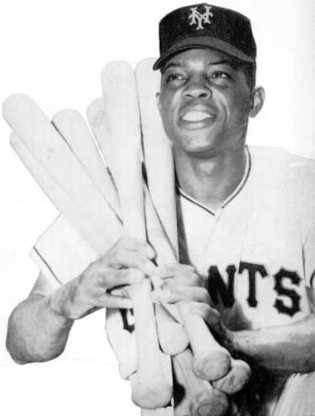
ウイリー・メイズ(1954年)

1957年シーズン終了後にサンフランシスコへ移転した。これは観客数の不振に悩むオーナーのホーレス・C・ストーンハムが、西海岸の球団増加を企図するウォルター・オマリーの呼びかけに応じたものである。移転後しばらくはシールズ・スタジアムを本拠地として使用していたが、小規模な球場にもかかわらず観客動員はニューヨーク時代を大きく上回った。1960年4月12日に新本拠地キャンドルスティック・パークが完成した。
1962年にはドジャースとのプレーオフを制してリーグ優勝を果たし、ワールドシリーズでは再びヤンキースと対戦したが、本拠地サンフランシスコの天候不良で4日もブランクが開き、リズムが狂ったのか最終戦で破れて世界一はならなかった。1960年代にはメイズの他、打撃陣ではオーランド・セペタ、ウィリー・マッコビー、ボビー・ボンズ、投手陣ではゲイロード・ペリー、フアン・マリシャル等の好選手が現れ、また村上雅則が日本人初のメジャーリーガーとして1964年から2年間プレーしたが、しばらく優勝から遠ざかった。
1965年から1968年まで、ドジャースやカージナルスに優勝を阻まれ、4年連続でリーグ2位。1969年には東西地区制が導入され、ナショナルリーグ西地区所属となったが、この年も地区2位に終わっている。1971年には初の地区優勝を飾るものの、リーグチャンピオンシップシリーズでピッツバーグ・パイレーツに敗れた。1970年代の優勝はこれのみで、以降は負け越しのシーズンが多くなり、1980年代に入っても低迷が続くこととなる。1982年にはボビーの息子、バリー・ボンズをドラフト指名したが、契約金で折り合わず、彼のジャイアンツデビューはしばらく先の事となる。1985年にはチーム史上初めてシーズン100敗を記録し、前年に続き2年連続で地区最下位に沈んだ。
ライバルのドジャースとは対照的に低迷が続いたが、1986年にウィル・クラーク等が台頭してくると復活の兆しを見せ、翌1987年のカージナルスとのリーグ優勝決定戦では敗れたが、選手に自信が戻った。1989年にはオークランド・アスレチックスとのベイブリッジシリーズが展開されたが、途中サンフランシスコ地方を襲った大地震により、10日間以上も中断されるハプニングが起こった。本拠地での仕切りなおしの第3戦では救援活動に従事していた人達が始球式を務めたが、4連敗を喫し、アスレチックスの軍門に下った。

### ボンズの登場

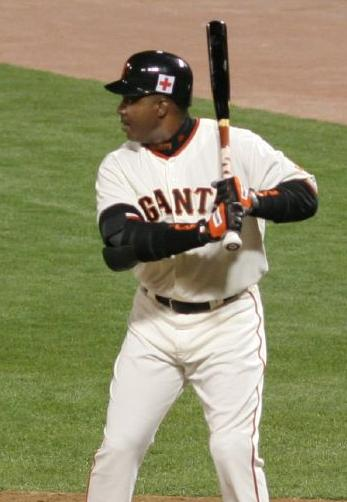
バリー・ボンズ

1993年にピッツバーグ・パイレーツからFAとなっていたバリー・ボンズが加入した。ゴッドファザーだったメイズを尊敬していたボンズは、背番号24を譲ってもらう意向だったが既に永久欠番となっていたため受け入れられず、父ボビーがつけていた背番号25を着ける事となった。ボンズは初のシーズン40本塁打を記録する等期待に違わぬ活躍を見せ、チームも当初は西地区を独走していたが、ブレーブスの追い上げをくらい、ボンズはパイレーツ時代に続いてまたもブレーブスにワールドシリーズ出場を阻止される事となる。ウィル・クラークとのコンビは同年限りでクラークがテキサス・レンジャーズに移籍したため1年で解消となったが、1997年にはジェフ・ケント（ただし、犬猿の仲だった）とコンビを組み、コンスタントに成績を残す。そんなボンズの体格が突然巨大化したのは本拠地をオラクル・パーク（旧名称パシフィック・ベル・パーク）に移した2000年シーズン以降で、2001年シーズンはマーク・マグワイアのシーズン本塁打記録を破ったが、ドジャースとのその試合では打ち負け、またもワールドシリーズ進出はならなかった。
新庄剛志が移籍した翌2002年シーズンはワイルドカードから久々にリーグ優勝した。チーム内ではその唯我独尊的言動で浮いていたボンズとも好関係だった新庄は日本人としては初のワールドシリーズ出場選手となったが、同じくワイルドカードから勝ち上がり出場したアナハイム・エンゼルスに敗れた。その後も本塁打・四死球数を伸ばしていったボンズは2004年9月17日のサンディエゴ・パドレス戦でついにベーブ・ルースの通算本塁打記録を抜いたが、薬物疑惑スキャンダルに見舞われる事となる。翌2005年には故障でシーズンの大半を欠場、バリー・ジトを迎えた2007年シーズンにハンク・アーロンのメジャー通算本塁打記録を破る事が注目され、8月7日に本拠地のワシントン・ナショナルズ戦でついに塗り替えた。
しかし、この頃は「メジャーリーグの中のシニアリーグ」と揶揄されるほど高齢のベテランばかりのチームとなっていると指摘されるなど、2005年以降は3シーズン連続負け越し、2007年にはついに3地区制シーズン（1993年～）では1996年以来11年ぶりとなる4位以下に転落した。また、シーズン中の9月21日には、年俸の高さ、チームの低迷、チームの若返りの方針などにより、来期以降のボンズとの契約を延長しない意思を彼に伝え、ジャイアンツを退団する事となった。
2008年は2年目となるティム・リンスカムが、防御率2.62、18勝5敗、265奪三振という成績を収め、最多奪三振とサイ・ヤング賞に輝くなど、大ブレイクを果たす。他にもリンスカムと同世代のマット・ケインやパブロ・サンドバルなどの若手選手もレギュラーとして好成績を収めた。しかし、この年は72勝90敗と前年に続き負け越した。
2009年はリンスカム、ケインを2枚看板とした投手陣がリーグ2位となるチーム防御率3.55を記録するなど、投手陣がチームを引っ張り、88勝74敗と5年ぶりに勝ち越してシーズンを終えることとなった。

### 2010年代
2010年は、新人王を獲得したバスター・ポージーの活躍やマディソン・バンガーナーの台頭などもあり、7年ぶりのナショナルリーグ西地区優勝、8年ぶりのワールドシリーズ進出を果たし、4勝1敗でテキサス・レンジャーズを下して1954年以来56年ぶり6度目、サンフランシスコ移転後は初となるワールドシリーズ優勝を果たした。
2011年はポージーの故障離脱もあり、西地区2位に終わり、ポストシーズン進出はならなかった。
2012年にはポージーが開幕から復帰。6月13日にはケインがアストロズ戦で完全試合を達成。8月には首位打者だったメルキー・カブレラが禁止薬物使用の疑いで50試合出場停止となる（その後、シーズン終了まで出場せず）も、ポージーが繰り上がりながら首位打者を獲得（と同時にカムバック賞も獲得）するなど、94勝68敗で地区優勝。ディビジョンシリーズのレッズ戦、リーグチャンピオンシップシリーズのカージナルス戦とも、先に相手に王手をかけられたところからの3連勝で、チーム22度目のリーグ優勝を果たした。デトロイト・タイガースとのワールドシリーズではポストシーズンの勢いそのままに無傷の4連勝を飾り、2年ぶり7度目のワールドシリーズ優勝を果たした。ジャイアンツが4連勝でワールドシリーズ制覇をしたのは、1954年のニューヨーク・ジャイアンツ時代以来、実に58年ぶりの出来事だった。
2013年はレギュラーシーズンではロサンゼルス・ドジャースに地区優勝を許し、勝率も5年ぶりに5割を切るなど低調なシーズンだった。
2014年もドジャースに地区優勝を攫われるが、何とかワイルドカード争いの2位を確保。敵地PNCパークで行われたパイレーツとのディビジョンシリーズ進出決定戦に勝ち、ディビジョンシリーズでは2年ぶりに東部地区を制覇したワシントン・ナショナルズに、リーグチャンピオンシップシリーズでは中部地区を制覇し2年振りの顔合わせになったカージナルスにいずれもAT&Tパークでの最終戦で決着をつけ（ディビジョンシリーズは3勝1敗、リーグチャンピオンシップシリーズは4勝1敗）、2年ぶり23回目のリーグ優勝を果たした。ワールドシリーズではアメリカンリーグのワイルドカードから勝ち上がったカンザスシティ・ロイヤルズと対戦し、4勝3敗で球団史上8度目、過去5年間で3度目となるワールドシリーズ優勝を果たした。
2015年はドジャースが負けても首位に付けない時期があり、4月30日に行われたアトランタ・ブレーブスとの第2戦から6月16日のインターリーグシアトル・マリナーズ戦にかけてはホームで勝てず泥沼の9連敗。ニューヨーク・ジャイアンツ時代以来75年ぶりにホームで9連敗を喫した。9月29日の地元でのドジャース戦に敗れてドジャースに地区3連覇を許し、西地区2位に終わり、2011年以降、2年続けてポストシーズンに出場できないというジンクスの打破はまたしてもならなかった。
2016年は5月に月間21勝8敗の快進撃を見せるなど、オールスターブレイクの7月10日時点においては、4月・5月の2か月間で35勝15敗のロケットスタートを見せ、最終的にこの年メジャー最多の103勝を挙げたシカゴ・カブスをも凌ぐ、メジャーベストの57勝33敗を記録していた。ところが、後半戦は一転して30勝42敗のスランプに陥り、一時は最大8ゲーム差をつけていたドジャースに逆転を許し、地区4連覇を許す。さらに、10月1日にポストシーズン進出を決めたニューヨーク・メッツに第1ワイルドカードの座も奪われた。それでも、シーズン最終戦となった10月2日の地元でのドジャース戦に勝利し、第2ワイルドカードは確保。2年ぶりのポストシーズン進出を決めた。敵地シティ・フィールドで行われたニューヨーク・メッツとのワイルドカードゲームでは0対0で迎えた9回表にコナー・ガレスピーの3ランで得た3点をバンガーナーが4安打完封で守りきり、ディビジョンシリーズに進出。続くシカゴ・カブスとのディビジョンシリーズは、敵地リグレー・フィールドで連敗してカブスに王手をかけられるも、本拠地に戻った第3戦では、延長13回にジョー・パニックのサヨナラ打で勝利をおさめ、続く第4戦も先発のマット・ムーアが8回までカブス打線から10三振を奪い、2失点に抑える好投を披露し、8回を終えて5-2とリード。このまま2勝2敗のタイに持ち込んで第5戦に望みを繋げるかと思われたが、2番手のデレク・ローがクリス・ブライアントにレフトへのヒットを打たれると3番手の14年目のベテランハビエル・ロペスが3番のアンソニー・リゾにフォアボールを与える。4人目のセルジオ・ロモが無死1塁2塁の場面で4番のベン・ゾブリストにレフトへのツーベースヒットを打たれ5-3と1点を返される。5人目のウィル・スミスが代打のウィルソン・コントレラスにセンターへの2点タイムリーヒットで同点に追いつかれセーブ失敗となる。負の連鎖は止まらず、無死1塁で6番ジェイソン・ヘイワードはスミスの正面に転がるバント。1塁ランナーのコントレラスこそフォースアウトにするものの、ショートのブランドン・クロフォードがファーストへの悪送球で1死2塁と送りバントが成功したのと同じ状況にし、6人目のハンター・ストリックランドがハビアー・バエズにセンター前ヒットを打たれ、継投ミスからカブスに大逆転され、5対6で敗戦。2010年以降、2年おきにワールドシリーズを優勝していたジンクスもここで途切れることになった。また、ジャイアンツは2012年のディビジョンシリーズ第3戦から2016年のディビジョンシリーズ第3戦まで、ポストシーズンで相手に王手をかけられた状況での試合もしくは一発勝負での試合において、合計10連勝というMLB記録を樹立していたが、この記録も同時に途切れることになった。
2017年はエースのバムガーナーを始めとする投手陣に故障や不調者が相次ぎ、二桁勝利投手を一人も出すことができず、MLBワーストタイの98敗を記録。
2018年も低調な結果に終わった。
2019年限りで監督のブルース・ボウチー退任が発表されている。

### 2020年代
2020年からゲーブ・キャプラーが監督に就任した。COVID-19の影響で試合数が60試合に減少される中、29勝31敗で西地区3位。同年のみの特別ルールで上位8チームがワイルドカードプレーオフへ進出できるが、中地区のミルウォーキー・ブルワーズと勝率.483のナ・リーグ8位で並ぶもブルワーズが中地区で19勝21敗、ジャイアンツは西地区で18勝22敗と対戦成績の差でブルワーズが勝り、プレーオフ進出はならなかった。
2021年は同地区のドジャースやパドレスが大補強を敢行した中、ポージー、クロフォード、ベルト、ロンゴリアの復活、ケビン・ゴーズマン、アンソニー・デスクラファニー、ローガン・ウェブのブレイクなどがあり開幕から快進撃を続け地区首位に立ち続けた。夏にはクリス・ブライアントの補強もあり、9月14日にチーム史上最速でポストシーズン進出を決めた。最終的には球団史上最多の107勝をあげて、シーズン最終戦までもつれたドジャースとの熾烈な争いを制し、9年ぶりの地区優勝を果たした。しかし、NLDSでは同地区のドジャースに敗れて敗退となった。
オフは11月4日にポージーが家族との時間を優先するため現役引退を表明し、記者会見を開いた。11月16日に全米野球記者協会からゲープ・キャプラーが最優秀監督賞を受賞した。11月17日にクオリファイング・オファーの期限を迎え、ベルトが唯一該当14選手の中で受諾し、残留した。
2021年オフにMLB機構とMLB選手会との労使交渉が決裂、99日間のロックアウトが実施された関係で補強が出来ず、ロックアウト解除後の2022年の戦績は81勝81敗でナ・リーグ西地区3位。ポストシーズンおよびワイルドカードに進出することは叶わなかった。オフにホセ・アルバレス、シェルビー・ミラー、ブランドン・ベルト、ジョク・ピーダーソンがFAとなった。
2023年の戦績は79勝83敗でナ・リーグ西地区4位となり、2年連続でポストシーズンに進出できなかった。球団は2023年9月30日に監督のゲーブ・キャプラーの監督解任を発表。10月25日に同地区のサンディエゴ・パドレスの監督だったボブ・メルビンが後任の監督に就任することが発表された。また、同年12月15日にKBOのキウム・ヒーローズからポスティングシステムでMLB挑戦を表明した李政厚(イ・ジョンフ、韓: 이정후)と6年総額1億1300万ドルで契約を結んだ。
2024年にはシアトル・マリナーズから捕手のトム・マーフィ、投手のロビー・レイ、同地区パドレスからブレイク・スネル、マイアミ・マーリンズからホルヘ・ソレアらが加入して迎えた2024年シーズンだったが、KBOから加入した李政厚が5月12に行われたシンシナティ・レッズ戦での外野守備で外野フェンスに激突して右肩を負傷、6月4日に左肩関節唇損傷の手術を受けることになり、2024年シーズンは全休することが球団から発表された。
2024年シーズンの戦績は80勝82敗でナ・リーグ西地区4位。2022年から3年連続でポストシーズンに進出することが出来なかった。シーズン終了後の9月30日にファーハン・ザイディ編成本部長の解任が発表され、後任の編成本部長はサンフランシスコ・ジャイアンツの正捕手を勤め、引退後に球団共同オーナーの一人として名を連ねていたバスター・ポージーが就任することが球団から発表された。

## 選手名鑑

### アメリカ野球殿堂表彰者
- デイブ・バンクロフト (Dave Bancroft)
- ジェイク・ベックリー (Jake Beckley)
- ロジャー・ブレスナハン (Roger Bresnahan)
- ダン・ブローザース (Dan Brouthers)
- ジェシー・バーケット (Jesse Burkett)
- スティーブ・カールトン (Steve Carlton)
- オーランド・セペダ (Orlando Cepeda)
- ロジャー・コナー (Roger Connor)
- ジョージ・デイヴィス (George Davis)
- バック・ユーイング (Buck Ewing)
- フランキー・フリッシュ (Frankie Frisch)
- バーリー・グライムス (Burleigh Grimes)
- ギャビー・ハートネット (Gabby Hartnett)
- ロジャース・ホーンスビー (Rogers Hornsby)
- ウェイト・ホイト (Waite Hoyt)
- カール・ハッベル (Carl Hubbell)
- モンテ・アーヴィン (Monte Irvin)
- トラビス・ジャクソン (Travis Jackson)
- ランディ・ジョンソン (Randy Johnson)
- ティム・キーフ (Tim Keefe)
- ウィリー・キーラー (Willie Keeler)
- ジョージ・ケリー (George Kelly)
- キング・ケリー (King Kelly)
- トニー・ラゼリ (Tony Lazzeri)
- フレディ・リンドストロム (Freddie Lindstrom）
- アーニー・ロンバルディ (Ernie Lombardi)

- フアン・マリシャル (Juan Marichal)
- ルーブ・マーカード (Rube Marquard)
- クリスティ・マシューソン (Christy Mathewson)
- ウィリー・メイズ (Willie Mays)
- ウィリー・マッコビー (Willie McCovey)
- ジョー・マクギニティ (Joe McGinnity)
- ジョン・マグロー (John McGraw)
- ビル・マケシュニー (Bill McKechnie)
- ジョー・メドウィック (Joe Medwick)
- ジョニー・マイズ (Johnny Mize)
- ジョー・モーガン (Joe Morgan)
- ジム・オルーク (Jim O'Rourke)
- メル・オット (Mel Ott)
- ゲイロード・ペリー (Gaylord Perry)
- エド・ローシュ (Edd Roush)
- エイモス・ルーシー (Amos Rusie)
- レッド・ショーエンディーンスト (Red Schoendienst)
- デューク・スナイダー (Duke Snider)
- ウォーレン・スパーン (Warren Spahn)
- ケーシー・ステンゲル (Casey Stengel)
- ビル・テリー (Bill Terry)
- モンテ・ウォード (Monte Ward)
- ミッキー・ウェルチ (Mickey Welch)
- ホイト・ウィルヘルム (Hoyt Wilhelm)
- ハック・ウィルソン (Hack Wilson)
- ロス・ヤング (Ross Youngs)

### 永久欠番
| 番号 | 選手                                         | ポジション             | 備考                 |
| ---- | -------------------------------------------- | ---------------------- | -------------------- |
| 3    | ビル・テリー (Bill Terry)                    | 一塁手                 | 1984年指定           |
| 4    | メル・オット (Mel Ott)                       | 外野手                 | 1949年指定           |
| 11   | カール・ハッベル (Carl Hubbell)              | 投手                   | 1944年指定           |
| 20   | モンテ・アーヴィン (Monte Irvin)             | 遊撃手・外野手・一塁手 | 2010年指定           |
| 22   | ウィル・クラーク (Will Clark)                | 一塁手                 | 2020年指定           |
| 24   | ウィリー・メイズ (Willie Mays)               | 外野手                 | 1972年指定           |
| 25   | バリー・ボンズ (Barry Bonds)                 | 外野手                 | 2018年指定           |
| 27   | フアン・マリシャル (Juan Marichal)           | 投手                   | 1983年指定           |
| 30   | オーランド・セペダ (Orlando Cepeda)          | 一塁手                 | 1999年指定           |
| 36   | ゲイロード・ペリー (Gaylord Perry)           | 投手                   | 2005年指定           |
| 42   | ジャッキー・ロビンソン (Jackie Robinson)     | 二塁手                 | 全球団共通の永久欠番 |
| 44   | ウィリー・マッコビー (Willie McCovey)        | 一塁手                 | 1980年指定           |
| NY   | クリスティ・マシューソン (Christy Mathewson) | 投手                   | 1988年指定           |
| NY   | ジョン・マグロー (John McGraw)               | 監督                   | 1988年指定           |

意図的に使用されていない番号
- 55 - ティム・リンスカム

### 歴代所属日本人選手
- 10、37 村上雅則 (1964 - 1965)
- 5 新庄剛志 (2002)
- 22 藪恵壹 (2008)
- 37 田中賢介 (2013)
- 23 青木宣親 (2015)

## ジャイアンツ野球殿堂
2008年に設立され、53人が殿堂入りを果たしている。

### 殿堂入り表彰者
- フェリペ・アルー（2008年）
- ゲイリー・ラベール（2008年）
- ジム・バー（2008年）
- ジョニー・レマスター（2008年）
- ロッド・ベック（2008年）
- ジェフリー・レナード（2008年）
- バイダ・ブルー（2008年）
- カート・マンウォーリング（2008年）
- ボブ・ボーリン（2008年）
- フアン・マリシャル（2008年）
- ジェフ・ブラントリー（2008年）
- ウィリー・メイズ（2008年）
- ボビー・ボンズ（2008年）
- マイク・マコーミック（2008年）
- ボブ・ブレンリー（2008年）
- ウィリー・マッコビー（2008年）
- ジョン・バーケット（2008年）
- ステュ・ミラー（2008年）

- オーランド・セペダ（2008年）
- グレッグ・ミントン（2008年）
- ジャック・クラーク（2008年）
- ケビン・ミッチェル（2008年）
- ウィル・クラーク（2008年）
- ランディ・モフィット（2008年）
- ジム・ダベンポート（2008年）
- ジョン・モンテフュスコ（2008年）
- チリ・デービス（2008年）
- ロブ・ネン（2008年）
- ディック・ディーツ（2008年）
- ゲイロード・ペリー（2008年）
- ダレル・エバンス（2008年）
- リック・ラッシェル（2008年）
- ティト・フエンテス（2008年）
- カーク・ルーター（2008年）
- スコット・ギャレルツ（2008年）
- J.T.スノー（2008年）

- トム・ハラー（2008年）
- クリス・スパイアー（2008年）
- アトリー・ハマカー（2008年）
- ロビー・トンプソン（2008年）
- ジム・レイ・ハート（2008年）
- マット・ウィリアムズ（2008年）
- マイク・クルーコウ（2008年）
- ジェフ・ケント（2008年）
- リッチ・オーリリア（2010年）
- ショーン・エステス（2010年）
- マービン・ベナード（2011年）
- ジェイソン・シュミット（2011年）
- バリー・ボンズ（2017年）
- マット・ケイン（2018年）
- ブライアン・ウィルソン（2018年）
- ライアン・ボーグルソン（2018年）
- ピーター・マゴワン（2019年）

## 傘下マイナーチーム
| クラス | チーム                                                                     | 参加リーグ                                            | 提携   | 本拠地                                                        |
| ------ | -------------------------------------------------------------------------- | ----------------------------------------------------- | ------ | ------------------------------------------------------------- |
| AAA    | サクラメント・リバーキャッツ Sacramento River Cats                         | パシフィックコーストリーグ Triple-A West              | 2015年 | カリフォルニア州ヨロ郡ウェストサクラメント ラリー・フィールド |
| AA     | リッチモンド・フライングスクウォーレルズ Richmond Flying Squirrels         | イースタンリーグ Double-A Northeast                   | 2003年 | バージニア州リッチモンド ザ・ダイアモンド                     |
| High-A | ユージーン・エメラルズ Eugene Emeralds                                     | ノースウェストリーグ High-A West                      | 2021年 | オレゴン州ユージーン PKパーク                                 |
| Low-A  | サンノゼ・ジャイアンツ San Jose Giants                                     | カリフォルニアリーグ Low-A West                       | 1988年 | カリフォルニア州サンノゼ サンノゼ・ミュニシパル・スタジアム   |
| Rookie | アリゾナ・コンプレックスリーグ・ジャイアンツ Arizona Complex League Giants | アリゾナ・コンプレックスリーグ Arizona Complex League | 2000年 | アリゾナ州スコッツデール スコッツデール・スタジアム           |
| Rookie | ドミニカン・サマーリーグ・ジャイアンツ Dominican Summer League Giants      | ドミニカン・サマーリーグ Dominican Summer League      | 1989年 | ドミニカ共和国 フエールサ・アエーレア                         |